# Aktuar (Versicherungswirtschaft)
Aktuare sind wissenschaftlich ausgebildete Sachverständige, die sich im Versicherungswesen, im Bausparwesen, der Kapitalanlage oder der Altersversorgung auf der Grundlage mathematisch-statistischer Methoden der Versicherungsmathematik mit der Modellierung, Bewertung und Steuerung von Risiken befassen. Insbesondere beschäftigen sie sich mit der Wahrscheinlichkeitstheorie, der mathematischen Statistik und der Finanzmathematik. Sie unterscheiden sich von Versicherungsmathematikern durch umfassende Kenntnisse des Versicherungswesens auch außerhalb der reinen Versicherungsmathematik.

## Geschichte
Ursprünglich war der Aktuarius (lateinisch actuarius ‚Schnellschreiber bei Verhandlungen‘, aus agere ‚handeln‘) ein Schreiber im römischen Senat. Er war der Protokollführer, jedoch nicht bei einem geheimen Senatsbeschluss (actum tacitum), der von den Senatoren selbst anzufertigen war. Da der Senat zugleich auch oberstes römisches Gericht war, übertrug sich diese Bezeichnung auf Gerichtsschreiber im Allgemeinen, in Deutschland noch bis ins 19. Jahrhundert, bei kirchlichen Gerichten bis heute. So wird Johann Wierich Schmedding in der amtlichen Erkundigung über die Gerichtsverhältnisse in Bochum aus dem Jahre 1714 als Aktuarius beim Stadtgericht aufgeführt. Johann Wolfgang Goethe traf bei seinem Jurastudium im April 1770 in Straßburg auf den Aktuar Johann Daniel Salzmann.
In England gründete der Mathematiker Edward Rowe Mores (1731–1778) im September 1762 den Gegenseitigkeitsverein The Society of Equitable Assurance on Lives and Survivorships, dessen Satzung mit dem Actuary als Vorstandsvorsitzendem ein inzwischen aus dem Gebrauch geratenes Wort mit neuem Sinn wieder in die englische Sprache einführte. Actuary wurde zu seiner Dienstbezeichnung, so dass er als erster Aktuar im Sinne des Versicherungswesens gilt.
In England wurde mit der Gründung des Institute of Actuaries im Juli 1848 der Titel des Aktuars offiziell kultiviert. In Brüssel fand im September 1895 der erste Internationale Aktuar-Kongress statt (International Congress of Actuaries, ICA), während der im September 1906 in Berlin veranstaltete Aktuar-Kongress offiziell Welttagung für Versicherungs-Wissenschaft betitelt wurde. Zuvor hatte sich am 4. April 1903 in Berlin die Abteilung für Versicherungsmathematik im Deutschen Verein für Versicherungswissenschaft e. V. konstituiert. Eine erste Definition des Aktuar-Berufs in Deutschland gab es im September 1899, als ein Verein der Aktuare, „also der Lebensversicherungstechniker“ gegründet wurde.
In der Brockhaus Enzyklopädie von 1928 wurde der Aktuar als die früher im Gerichtswesen gebräuchliche Amtsbezeichnung für Referendare definiert, 1966 wird seine Aufgabe als Versicherungs- und Wirtschaftsmathematiker im internationalen Versicherungswesen erstmals hinzugefügt, 1996 ist der Aktuar dann nicht nur der Gerichtsschreiber und Protokollführer, sondern auch der wissenschaftliche Versicherungs- und Wirtschaftsmathematiker. Durch die Umsetzung der EG-Versicherungsrichtlinien in deutsches Recht im Juli 1994 wurde dem Aktuar – nach dem Vorbild des britischen appointed actuary – in der Funktion des Verantwortlichen Aktuars sogar eine gesetzliche Grundlage geschaffen.

## Rechtsfragen
Nach § 141 VAG hat jedes Lebensversicherungsunternehmen einen Verantwortlichen Aktuar zu bestellen, der zuverlässig und fachlich geeignet sein muss. Fachliche Eignung setzt ausreichende Kenntnisse in der Versicherungsmathematik und Berufserfahrung voraus. Eine ausreichende Berufserfahrung ist regelmäßig anzunehmen, wenn eine mindestens dreijährige Tätigkeit als Versicherungsmathematiker nachgewiesen wird. Wie bedeutsam der Versicherungsaufsicht die Position des Aktuars ist, zeigt der weitere Inhalt der Vorschrift. Der Aktuar muss der BaFin vor Bestellung benannt werden und wird mit Zustimmung des Aufsichtsrats ernannt und entlassen (§ 141 Abs. 2 und 2a VAG). Er hat nach § 141 Abs. 3 VAG sicherzustellen, dass bei der Berechnung der Versicherungsprämien und der Deckungsrückstellungen die Grundsätze des § 138 VAG und der aufgrund des § 88 Abs. 3 VAG erlassenen Rechtsverordnungen sowie des § 341f HGB (Deckungsrückstellung) eingehalten werden. Dabei muss er die Finanzlage des Unternehmens insbesondere daraufhin überprüfen, ob die dauernde Erfüllbarkeit der sich aus den Versicherungsverträgen ergebenden Verpflichtungen jederzeit gewährleistet ist und das Unternehmen über ausreichende Mittel verfügt.
Die Tätigkeit des Aktuars ist jedoch nicht auf Lebensversicherungsunternehmen beschränkt. Nach § 161 VAG in Verbindung mit § 141 Abs. 1 Satz 1 VAG ist ein Aktuar auch bei der Unfallversicherung mit Prämienrückgewähr, nach § 156 VAG auch in der substitutiven Krankenversicherung sowie der Schaden-/Unfallversicherung mit Rentenleistungen aus Unfall- oder Haftpflichtversicherungen zu bestellen.

## Aufgaben
Ein Aktuar erstellt mit Hilfe von Simulationstechniken mathematische Modelle, mit denen auf Basis einer Vielzahl von analysierten Daten aus der Vergangenheit Zielgrößen für die Zukunft berechnet werden können. Diese sollen Auskunft darüber geben, welches versicherungstechnische Ergebnis für einen laufenden oder künftigen Zeitraum zu erwarten ist und mit welcher Wahrscheinlichkeit Abweichungen von diesem erwarteten Ergebnis eintreten könnten. Im Rahmen der Beitragskalkulation erstellen Aktuare mit mathematischen Methoden Risikomodelle, mit denen die zu versichernden Risiken in einem Portefeuille möglichst realitätsnah abgebildet werden. Aus einem solchen Modell entwickeln sie dann ein Preissystem (fachsprachlich auch als Tarif bezeichnet), der die Grundlage für die Prämienbemessung für die Versicherung solcher Risiken darstellt. Seine Aufgaben sind für das Kerngeschäft einer Versicherung essentiell, weil die Versicherungstechnik auf Versicherungsmathematik und deren zahlreichen komplexen Modellen und Formeln beruht. Die Aufgaben des Aktuars beschränken sich nicht nur auf Versicherungen, sondern werden auch im Bausparwesen, der Kapitalanlage, der Altersversorgung und der Rückversicherung benötigt. Aktuare arbeiten meist bei Versicherern, darüber hinaus bei Behörden, in Beratungsunternehmen, in Gutachterbüros, bei Wirtschaftsprüfungsgesellschaften und freiberuflich, etwa als Gutachter oder Treuhänder. Sie prüfen bei Erstversicherern die Absicherung durch Rückversicherungen. Die Ergebnisse der Überprüfungen durch den Verantwortlichen Aktuar werden im Jahresabschluss und im Rahmen eines jährlichen Erläuterungsberichts festgehalten.

## Beruf
Der Aktuar verfügt über kein geschlossenes Berufsbild, die Berufsbezeichnung ist rechtlich nicht geschützt. Dagegen muss man für die Bezeichnung Aktuar DAV eine von der Deutschen Aktuarsvereinigung (DAV e. V.) vorgeschriebene Ausbildung absolviert haben. Voraussetzung für diese ist eine abgeschlossene mathematische Ausbildung an einer Hochschule. Dieser Hochschulabschluss kann auf Antrag durch einen anderen, gleichwertigen Abschluss (Wirtschaftsmathematik, Statistik, Physik) ersetzt werden. Anderenfalls muss zeitlich vor allen anderen Prüfungen eine mathematische Eingangsprüfung (Umfang 90 Minuten) abgelegt werden. Eine weitere Voraussetzung ist der Nachweis über Grundkenntnisse in Wahrscheinlichkeitstheorie und Statistik. Nach den Grundsätzen des ehemaligen BAV werden keine Einwände gegen die Bestellung als Verantwortlicher Aktuar erhoben, wenn er eine mathematische Ausbildung an einer Universität, technischen Hochschule oder Fachhochschule mit Erfolg abgeschlossen hat und er über ausreichendes aktuarielles Wissen verfügt sowie eine lückenlose dreijährige Praxis als Aktuar nachweisen kann. Er ist ein Fachmann auf den Gebieten der Versicherung und Versorgung, der Finanz-, Versicherungs- und Wirtschaftsmathematik sowie in der Renten- und Vorsorgeberatung.

## Aktuariat
Die Abteilung eines deutschen Versicherers, die mit den Aufgaben von Aktuaren betraut ist, wurde früher mathematische Abteilung genannt. Heute wird sie überwiegend als Aktuariat bezeichnet. Früher führte der Leiter einer mathematischen Abteilung die Bezeichnung Chefmathematiker, während heute spezifisch für den Leiter des Aktuariats keine Bezeichnung üblich ist. Allerdings werden viele Aktuariate direkt von dem Verantwortlichen Aktuar geleitet. Dessen Position ist aber unabhängig von der Leitungsfunktion des Aktuariats.
Unabhängige Aktuar-Gesellschaften gründeten sich in Deutschland etwas später als in angelsächsischen Ländern. Weiter haben einige Beratungs- oder Wirtschaftsprüfungsgesellschaften eigene Aktuariate. Heute kaufen Firmen aller Art aktuarielle Leistungen für die Berechnung auch ungewöhnlicher wirtschaftlicher Risiken bei solchen Gesellschaften.

## Berufsständische Organisationen
Aktuare sind national und international in Berufsvereinigungen organisiert, zum Beispiel in der Deutschen Aktuarvereinigung (DAV) e. V., der Schweizerischen Aktuarvereinigung (SAV) der Aktuarvereinigung Österreichs (AVÖ) oder dem Schwedischen Aktuarverein. Die internationale Aktuarorganisation ist die International Actuarial Association (IAA). Als Vertretung fast aller Aktuarvereinigungen weltweit koordiniert sie die Anforderungen an Ausbildung, Weiterbildung, Standesregeln und gegenseitige Anerkennung. Zudem schlägt sie Standards zur aktuariellen Tätigkeit vor, die von Aktuaren oder nationalen Aktuarvereinigungen angewandt oder übernommen werden können.
Die 1993 gegründete Deutsche Aktuarvereinigung (DAV) e. V. ist eine Berufsorganisation mit strengen fachbezogenen Aufnahmekriterien, eine Mitgliedschaft ist jedoch nicht obligatorisch. Sie hat die Aufgabe übernommen, die notwendige Qualifikation der Aktuare sicherzustellen und bietet ein umfassendes Aus- und Weiterbildungsprogramm an. Mit Aufnahme in die DAV verpflichten sich die Aktuare, den Satzungsregeln der Vereinigung zu folgen. Der Aktuar hat die so genannten „Aktuariellen Grundsätze“ zu beachten. Der erfolgreiche Abschluss der Ausbildung wird mit dem Titel Aktuar (DAV), entsprechend in der Schweiz und Österreich, bestätigt. „Aktuar DAV“ gilt für die Berufstätigkeit als interner Titel und Qualitätsmerkmal.